# Kotauratla
Kotauratla là một mandal thuộc huyện Visakhapatnam, bang Andhra Pradesh.